# Bascharage
Bascharage (en luxembourgeois : Nidderkäerjeng  et en allemand : Niederkerschen) est une section de la commune luxembourgeoise de Käerjeng située dans le canton de Capellen.

## Géographie
Bascharage est traversé par la Chiers, un affluent de la Meuse, qui y prend également les eaux du Mierbech.

## Histoire
Bascharage était une commune jusqu'à sa fusion avec la commune de Clemency le 1er janvier 2012 pour former la nouvelle commune de Käerjeng. Elle comprenait les sections de Bascharage (siège), Hautcharage et Linger.
Le vendredi 9 aout 2019 vers 17 h 30, une tornade venant de Longwy (Meurthe-et-Moselle, France), s'abat sur Pétange et Bascharage, faisant 19 blessés. Les vents enregistrés atteignent jusqu'à 128 km/h endommageant les toitures de centaines de maisons.

## Politique et administration

### Liste des bourgmestres
- Jean Nicolas Schumacher (1858-)
- Pierre Schütz
- Jules Hemmer
- Jean Peschong
- Théophile Aubart
- Nicolas Meyers
- Robert Steichen
- Marcel Gillen
- André Siebenbour
- Joseph Thill
- Jean Christophe
- Jeannot Halsdorf
- Michel Wolter

## Économie
Bascharage héberge une grande brasserie de bière blonde qui fait partie du groupe Brasserie Nationale connue par ses bières (Bofferding et Battin).
Une zone industrielle qui a pris naissance il y a une trentaine d'années regroupe les entreprises locales et régionales des filiales de grands groupes européens tels que Luxguard et Delphi Technologies.

## Culture locale et patrimoine

### Personnalités liées à la localité
- Claus Cito (1882-1965), né à Bascharage, sculpteur (monument de la Gëlle Fra)

### Héraldique, logotype et devise
Les armoiries furent conférées à la commune par arrêté grand-ducal du 21 juillet 1969.
Blasonnement : De gueules à la croix ancrée d'argent chargée en chef d'un lambel de cinq pendants d'azur.
Les armoiries correspondent à celles de Raoul de Sterpenich qui était un des seigneurs de Bascharage au XIIIe siècle.